# Neepawa
Neepawa ist eine Stadt in der kanadischen Provinz Manitoba mit 4609 Einwohnern (2016).

## Geographie
Neepawa liegt am Whitmud River, ca. 170 km nordwestlich der Provinz-Hauptstadt Winnipeg und 50 Kilometer nordöstlich von Brandon. Die umgebende Region ist Teil der auch als Aspen Parkland bezeichneten Ökoregion. Der Yellowhead Highway (Highway 16) und der Manitoba Highway 5 kreuzen sich in Neepawa. In einer Entfernung von 35 Kilometern beginnt im Norden der Riding-Mountain-Nationalpark. Der Manitobasee im Osten ist 65 Kilometer entfernt.

## Geschichte
Ureinwohner der Gegend waren die Cree und die Assiniboine, die jedoch nicht sesshaft waren und in erster Linie als Jäger den wandernden Bisonherden folgten. Nur wenige Siedlerfamilien ließen sich anfangs in der Region nieder. Erst als nach mehreren, zunächst vergeblichen Bemühungen schließlich eine Eisenbahnlinie der Canadian Pacific Railway nach Neepawa führte, begann der Ort aufzublühen und die offizielle Stadtgründung erfolgte im Jahr 1883. Der Name Neepawa geht auf die Cree zurück und bedeutet ‚Land der Vielfalt‘ (land of plenty). Der Handel mit landwirtschaftlichen Erzeugnissen sowie mit Wildprodukten und Fellen stellte die Hauptlebensgrundlage der Einwohner dar.
Die Stadt beherbergt die Eishockeymannschaft der Neepawa Natives sowie das Margaret Laurence House und das Beautiful Plains Museum.
Das 1884 erbaute Neepawa Court House, ein zweistöckiges, aus Ziegelsteinen errichtetes Gerichtsgebäude wurde im Jahr 1981 in die Liste der National Historic Sites of Canada in Manitoba aufgenommen.

## Söhne und Töchter der Stadt
- Eva Clare (1884–1961), Pianistin
- Charles Frederick Goodeve (1904–1980), Chemiker
- Margaret Laurence (1926–1987), Schriftstellerin
- Bill Mikkelson (* 1948), Eishockeyspieler
- Shane Hnidy (* 1975), Eishockeyspieler

## Neepawa Lilien-Festival
Heute ist Neepawa neben der Landwirtschaft für die Zucht von Lilien bekannt, die in alle Teile der Welt exportiert werden. Die Stadt bezeichnet sich deshalb als ‚Welt-Hauptstadt der Lilien‘ (Lily Capital of the World). Jährlich werden ca. 200.000 Lilien in 1500 verschiedenen Variationen produziert und im Sommer ein touristisch viel beachtetes Lilien-Festival veranstaltet.
- Beispiele des Neepawa Lilien-Festivals 2009:

|  |  |  |